# 星を仰ぐ
『星を仰ぐ』は、菅田将暉の2枚目の配信限定シングル。2021年2月1日にエピックレコードジャパンよりリリースされた。

## 概要
配信限定シングルとしては前作より約2年ぶりとなるシングル。表題曲は日本テレビ系 日曜ドラマ『君と世界が終わる日に』Season1主題歌に起用された。作詞・作曲は、プロデュースは田中ユウスケが担当。
主題歌を担当するに当たり、菅田は以下のコメントをしている。
この作品の概要を伺い、学生の頃、テレビドラマの中で何かを背負い生き抜いていこうとする主人公に夢中になったことを思い出しました。きっとこの作品の中でも竹内涼真が演じる間宮響は背負っているし闘っている男だと思います。そんな彼がしんどくなった時、倒れそうになった時に寄り添って支えてくれるような楽曲になれば、という想いを込めて歌わせていただきました。「星を仰ぐ」の作詞作曲を担当してくれたのは二十歳になったばかりのMega Shinnosukeというアーティストです。
歌詞はすべて男の目線だけで描かれています。極限状態ゆえの余裕の無さ、一方通行かもしれない必死さが劇中の響とリンクする楽曲になっていると思います。よろしくお願いします。—菅田将暉
2021年1月18日、自身がパーソナリティを務めるラジオ番組「菅田将暉のオールナイトニッポン」で初めてフルコーラス音源がオンエアされた。

## ミュージック・ビデオ
2021年2月3日に公開。監督は山田健人。2022年3月現在2400万回以上再生されている。

## 収録曲
1. 星を仰ぐ [4:53]
作詞・作曲：Mega Shinnosuke／編曲：近藤隆史、立崎優介、田中ユウスケ[5]

## カバー
- N.Flying - 2021年2月28日にYouTubeで歌唱動画を公開。